# غراند بوكان
غراند بوكان هي مدينة من مدن هايتي. يبلغ ارتفاع المدينة عن سطح البحر قرابة 396 متر.